# Kleinfleck-Ginsterkatze
Die Kleinfleck-Ginsterkatze (Genetta genetta), auch Europäische Ginsterkatze genannt, ist eine Ginsterkatzen-Art, die 1758 von Linnaeus als Viverra genetta erstbeschrieben wurde.

## Aussehen

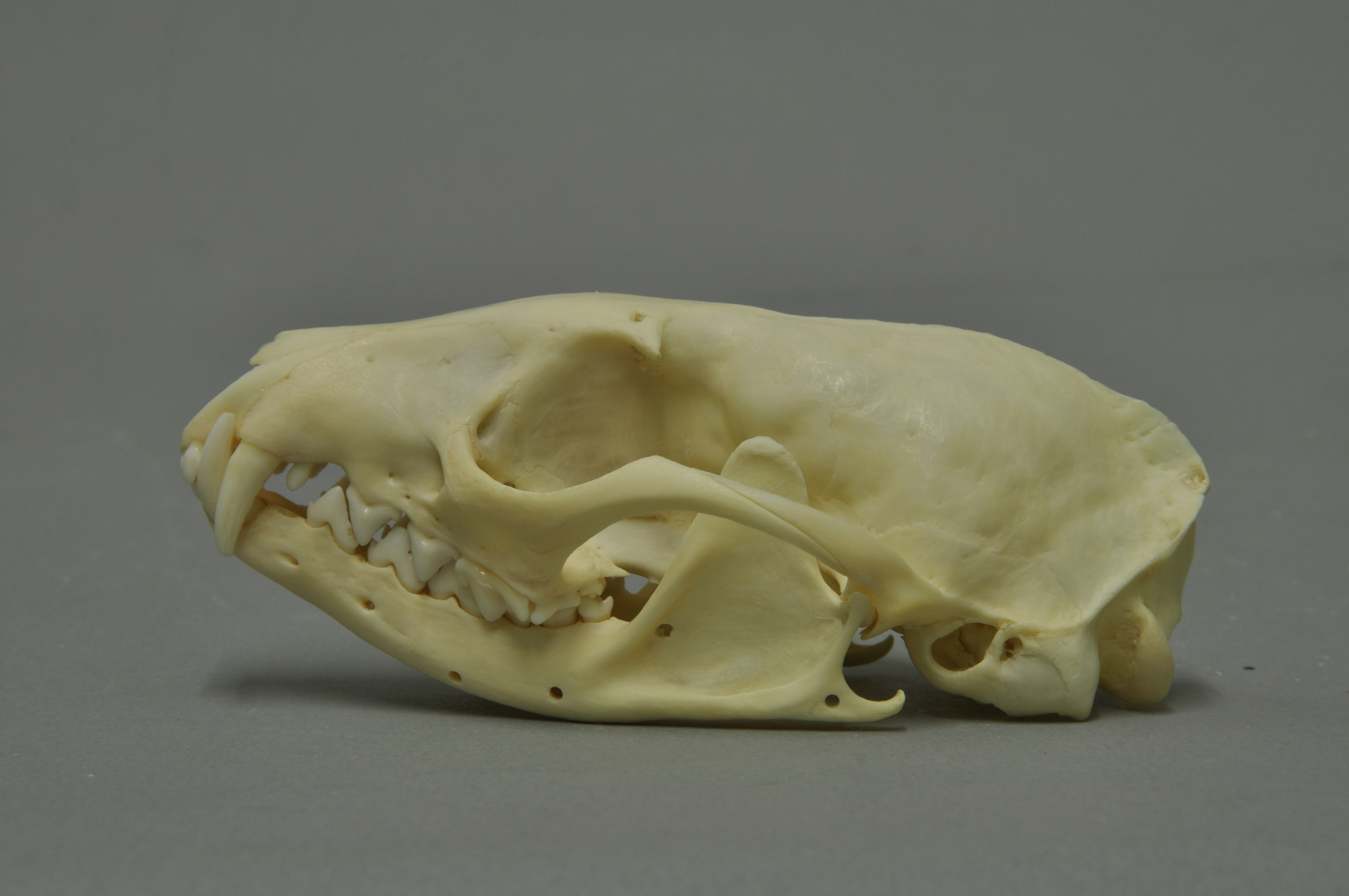
Schädel

Die Ginsterkatze ist mit einer Kopf-Rumpf-Länge von etwa 50 Zentimetern und einer Schwanzlänge von etwa 45 Zentimetern ungefähr so groß wie eine Hauskatze, aber langgestreckter. Das Fell hat eine graubraune Grundfarbe, auf der in Längsreihen schwarze Flecken angeordnet sind. Der Schwanz ist mit acht bis zehn schwarzen Ringen versehen. Die Schwanzspitze ist meistens weiß. Die Schnauze ist spitz, die Beine kurz und die Ohren groß. Die Krallen sind kurz und lassen sich einziehen. Die Ohrmuscheln sind gut entwickelt und beweglich. Kleinfleck-Ginsterkatzen haben 40 Zähne. Das Tier hat einen starken Moschusgeruch. Die Afterdrüse sondert nur in geringer Menge eine fette, nach Moschus riechende Feuchtigkeit ab, bei Bedrohung wird ein faulig riechendes Sekret abgegeben.

## Verbreitung und Unterarten

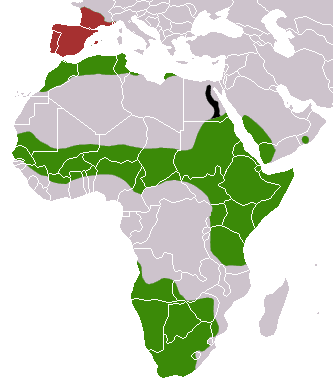
Verbreitungsgebiet der Kleinfleck-Ginsterkatze,
rot – eingeführt,
schwarz – ausgestorben

Die Kleinfleck-Ginsterkatze kommt in fünf Unterarten in Afrika, Europa und auf der arabischen Halbinsel vor.
- Genetta genetta genetta, Nordafrika von Marokko bis Libyen und Südwesteuropa
- Genetta genetta dongolana, Ost- und Nordostafrika
- Genetta genetta grantii, Südwesten der Arabischen Halbinsel, Jemen und Oman
- Genetta genetta genetta, Angola, Namibia, Botswana, Simbabwe und Südafrika
- Genetta genetta senegalensis, Westafrika

In Afrika werden drei getrennte Verbreitungsgebiete besiedelt: Der Nordrand der Sahara (Marokko, Algerien, Tunesien und Libyen), Savannengebiete in einem breiten Streifen der Subsahara von West- nach Ostafrika sowie im südlichen Afrika. Auf der arabischen Halbinsel beschränkt sich die Verbreitung auf die Küstenregionen von Saudi-Arabien, des Jemen und des Omans.
Die Bestände in Europa gelten als vom Menschen eingeführt. Die Art lässt sich im südlichen Frankreich und auf der iberischen Halbinsel (Spanien und Portugal), wie auch auf den balearischen Inseln Mallorca, Ibiza und Cabrera finden. In Frankreich dehnt sich ihr Verbreitungsgebiet nach Nordosten aus und erreicht inzwischen die Schweizer Grenze. 2019 wurde die erste Kleinfleck-Ginsterkatze in der Schweiz nachgewiesen.

## Lebensräume
Das Spektrum der besiedelten Lebensräume ist sehr weit. Bäume und Sträucher oder Felsen sind häufig vorhanden, bewohnt werden v. a. verschiedene Typen von Wäldern und Buschland. Die Art ist häufig in der Nähe menschlicher Siedlungen zu finden, scheint dichten Regenwald und extrem aride Regionen hingegen zu meiden. In Europa stellen Eichenwälder und Olivenhaine typische Habitate dar. Die Höhenverbreitung erstreckt sich bis auf 2.600 m im Hohen Atlas (Marokko) und mindestens 3.000 m im Hochland von Äthiopien. In Zentralspanien werden maximal 1.400 m erreicht.

## Verhalten

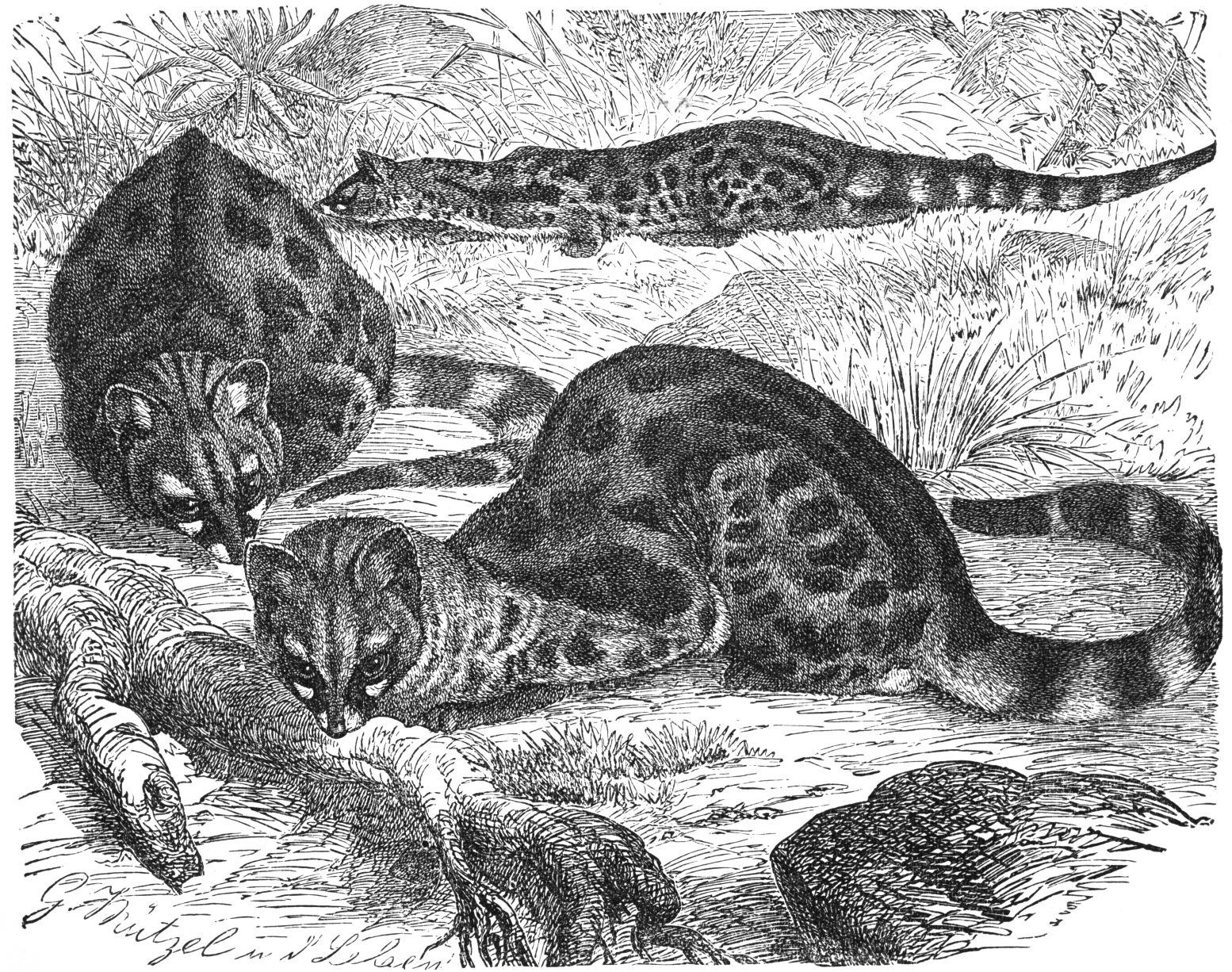
Kleinfleck-Ginsterkatze Genetta genetta

Kleinfleck-Ginsterkatzen sind exzellente Springer und Kletterer, die sich auch auf dornigen Ästen ohne Verletzungen fortbewegen können. Die nachtaktiven und scheuen Tiere leben meist alleine, sehr selten nur im Familienverband. Tagsüber schlafen die Ginsterkatzen in Verstecken, nachts gehen sie auf Jagd. Die Tragzeit der Ginsterkatzen liegt bei zehn bis zwölf Wochen, pro Wurf kommen zwei bis vier Junge auf die Welt. Sie sind noch nackt und blind. Nach einem Jahr verlassen sie ihre Mutter. Ginsterkatzen geben ähnliche Geräusche wie Katzen von sich: Knurren bei Erregung, Fauchen als Drohung, Schnurren, wenn sie sich wohlfühlen, und Miauen.
Kleinfleck-Ginsterkatzen erbeuten vor allem Kleinsäuger, außerdem Vögel, Reptilien, Amphibien, Fische und Insekten. Gelegentlich fressen sie auch Beeren, andere Früchte oder rauben Nester aus. In einem im Südwesten von Frankreich gelegenen Wald mit felsigen Regionen ernährten sich die Tiere zu 78 % von Kleinsäugern, darunter die Waldmaus, die Rötelmaus, die Westschermaus, Feldmäuse, Rotzahnspitzmäuse, Maulwürfe, die Hausspitzmaus, die Wasserspitzmaus und gelegentlich das Mauswiesel und das Hermelin. Vögel und Insekten, vor allem Käfer und Heuschrecken hatten einen Anteil von ca. 10 % an der Ernährung und der Anteil von Amphibien, Reptilien, Kaninchen und Fisch lag bei einem Prozent oder weniger. An Pflanzen wurden Gräser, Beeren und andere Früchte aufgenommen (10 bis 13 %).

## Gefährdung
Auf Grund des großen Verbreitungsgebietes und der Häufigkeit der Art wird sie seitens der IUCN als nicht gefährdet angesehen.